# إكس 86

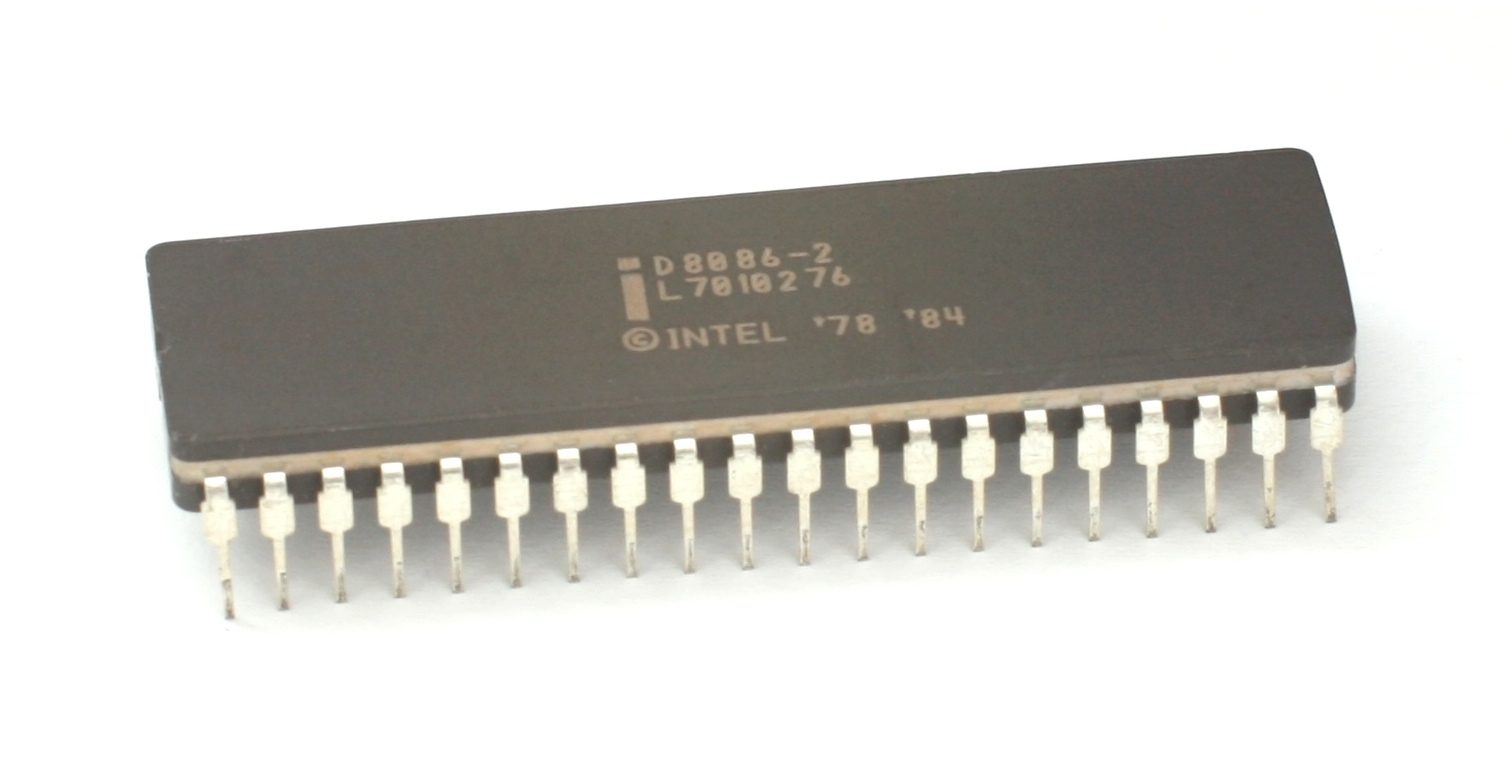
– انتل 8086

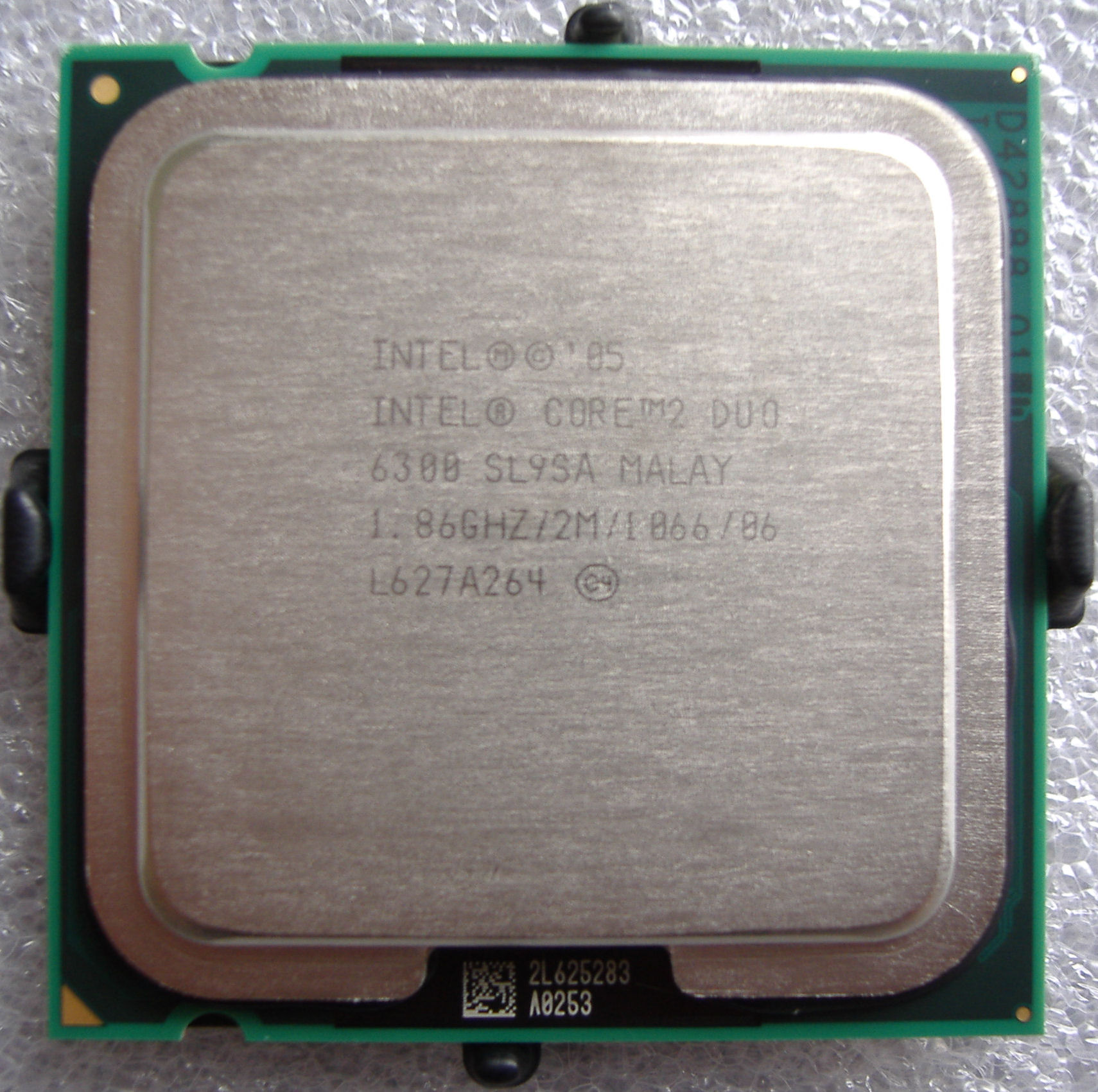
– انتل كور 2 ديو Core 2 Duo مثال على معالج متوافق مع إكس 86, ومعالج متعددة النواة من النوع 64 بت

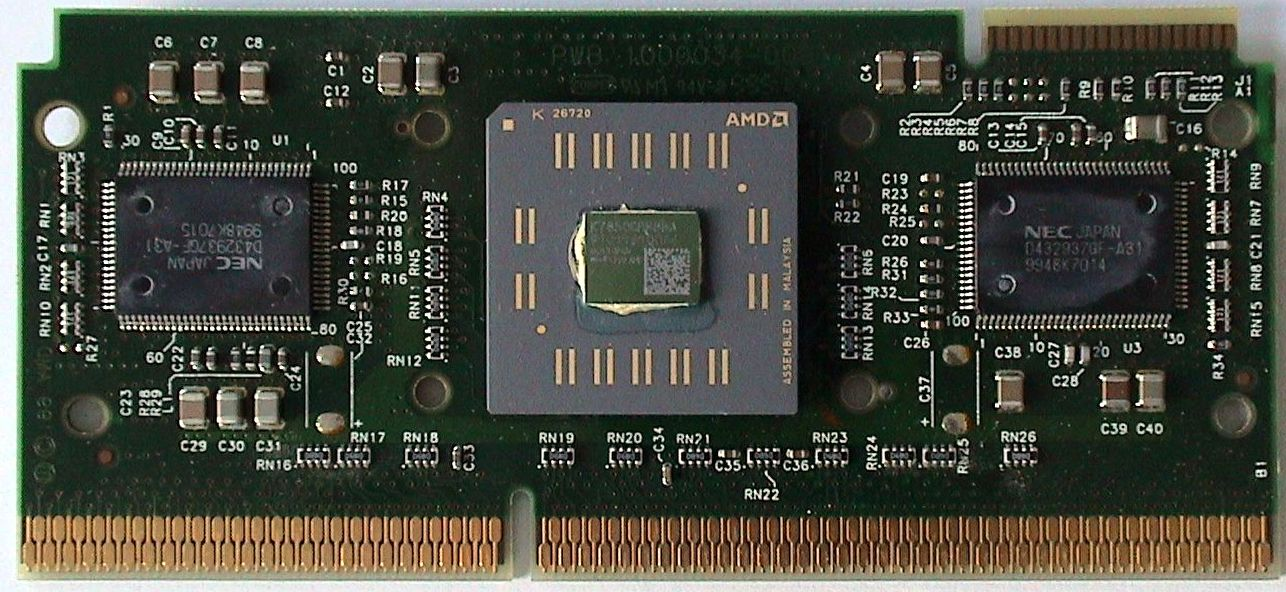
AMD Athlon ايه ام دي اثلون الاصدار الاقدم – تكنولوجيا مختلفة ولكن متوافقة تماما مع تطبيقات x86

هذه المقالة هي عن معمارية المعالجات إنتل بشكل عام اما لجيل 32 بت من هذه معمارية التي يشار اليها أيضا ب " x86 " انظر أي إيه-32
إكس 86 (بالإنجليزية: x86)‏ هو مجموعة أوامر «Instruction Set» مبنية على وحدة المعالجة المركزية إنتل 8086 وعائلتها  بمعنى أنه يتوافق مع عائلة الإصدارات الأقدم بداية من معمارية إنتل 8086 وبمعنى آخر أن أصول وجذور الأوامر التي تستخدمها هذه المعالجات Processors مبنية على أوامر المعالج 8086 .
المعالج 8086 ظهر سنة 1978 وهو يعتمد على 16 بت وهو الامتداد الطبيعي للمعالج إنتل السابق له 8080 الذي كان يعتمد 8 بت، المعالج 8086 يدعم تقسيمات للذاكرة memory segmentation بعناويين أكثر من 16 بت (وهي طريقة تسمح لأي برنامج بعنونة أكثر من 64 كيلوبايت من الذاكرة)، المصطلح إكس 86 جاء من أن أسماء خلفاء معالجات إنتل في ذلك الوقت كانت تنتهي بالرقم 86 بداية من 8086 ثم 80186 ثم 80286 ثم 80386 و80486 .
العديد من الإضافات لأوامر x86 (instruction set) زادت بمرور السنين وكانت متوافقة تماما مع الأوامر الأقدم  ، هذه المعمارية تم تطبيقها على معالجات كثيرة من انتل وسيريكس (Cyrix) وإي ام دي وفيا وكثير من الشركات الأخرى، وهناك أيضا تطبيقات مفتوحة مثل منصة Zet SoC (نظام على الرقائق الالكترونية).
المصطلح إكس 86 لا يختلف مع التوافق مع آي بي إم لأن ذلك ينطوي على العديد من العتاد الآخر Computer Hardware والنظم المضمنة Embedded Systems وأيضا الحاسبات الآلية للأغراض العامة التي تستخدم رقائق إكس 86 وحتى قبل بداية سوق التوافق مع أي بي ام (PC-compatible)، وبعضها قبل بداية حاسبات اي بي ام نفسها.

## نظرة عامة

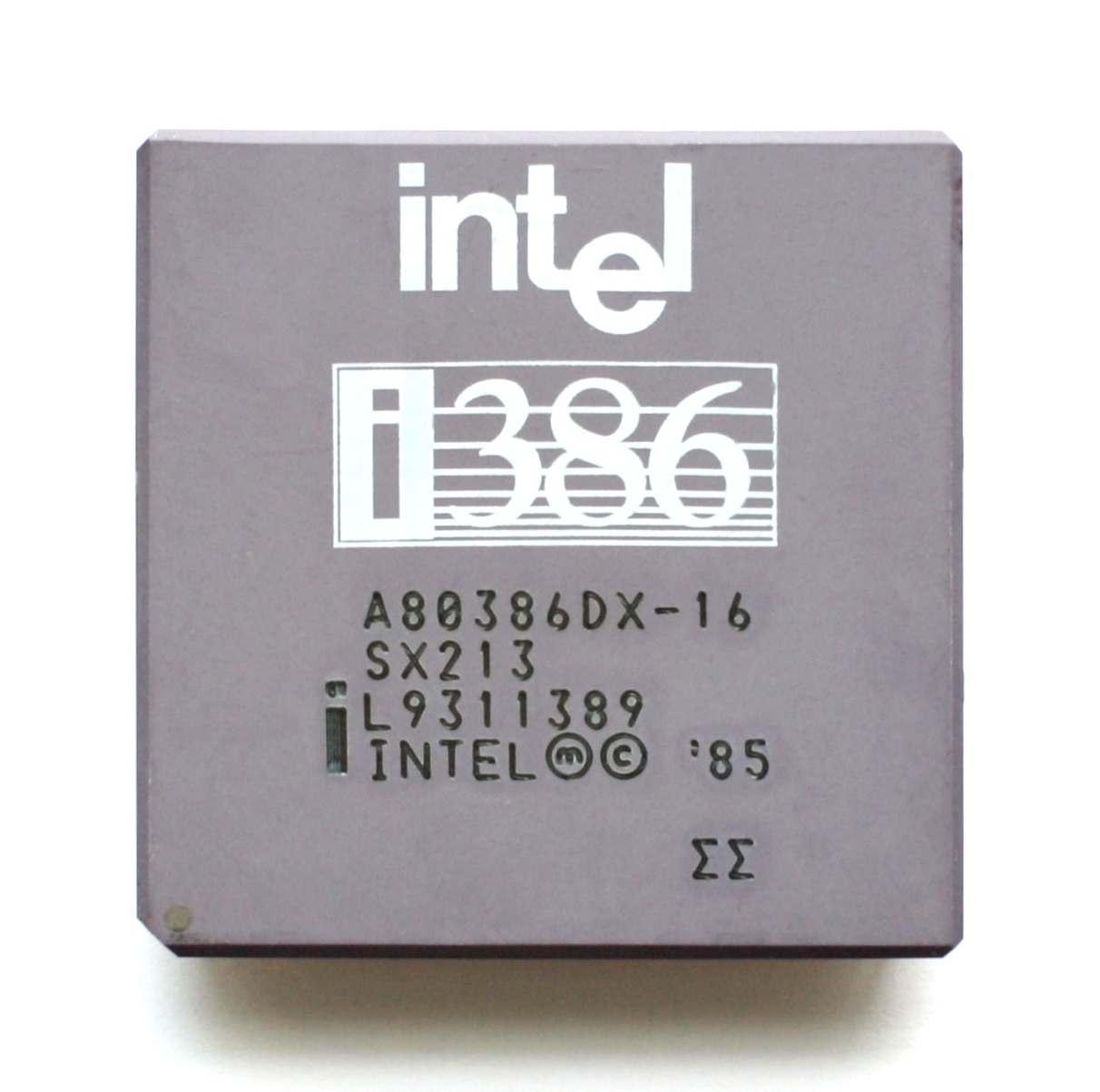
Intel i386

في الثمانينات وبداية التسعينات عندما كان معالجي إنتل 8080 وإنتل 80286 منتشرين ومستخدمين، كان المصطلح إكس 86 (x86) يمثل أي معالج متوافق مع معالج 8086، الآن أصبح المصطلح يعني التوافق مع مجموعة التعليمات 32 بت (32bit instruction set) المأخوذة من إنتل 80386 الذي ظهر سنة 1985 .
بعد عدة سنين قليلة من ظهور 8086 و8088 قامت إنتل بالتطوير للمخططات والمصطلحات الفنية إنتل اي أيه بي إكس 432 iAPX 432 واضافته لعائلة 8086 وطبقته كبادئة (Prefix)  عائلة نظم 8086 تم إضافة وحدة تشغيل مساعدة (Coprocessor) للمعالج الرئيسي كما في 8087، ليمد المعالج ببعض الوظائف المهمة، إضافة إلى نظم رقائق انتل الابسط، وتم توصيفهم جميعا بمواصفات نظام (iAPX 86)،
 هناك مصطلحات أخرى مثل أي آر إم إكس (iRMX) لنظم التشغيل ومصطلح أي اس بي سي iSBC للحاسبات ذات اللوحة الواحدة (single-board) وأي أس بي إكس iSBX للوحات متعددة الوحدات المبنية على معمارية إكس 86، كلها تحت عنوان ميكروز سيستم 80، كانت مخططات التسمية تلك مؤقتة دامت لسنين قليلة (حتى بدايات الثمانينات).

## التسلسل الزمني
(بالإنجليزية: Chronology)‏
يسرد الجدول أدناه العلامات التجارية للمعالجات التي تنفذ مجموعة أوامر x86 ، مجمعة حسب الأجيال
| الجيل                                                      | ظهور في   | العلامات التجارية لوحدة المعالجة المركزية Prominent consumer CPU brands                                                    | مساحة العنونة خطي/مادي Linear/physical address space | الميزات الواضحة الجديدة |
| ---------------------------------------------------------- | --------- | --- | ---------------------------------------------------- | --- |
| الأول                                                      | 1978      | إنتل 8086 وإنتل 8088 والمستنسخ منهم                                                                                        | 16 بت / 20 بت                                        | أول معالجات من النوع x86 |
| الأول                                                      | 1982      | إنتل 80186 وإنتل 80188 والمستنسخ منهم وNEC V20/V30                                                                         | 16 بت / 20 بت                                        | عتاد جديد لحساب سريع للعناوين وسرعة الضرب والقسمة |
| الثاني                                                     | 1982      | إنتل 80286 والمستنسخ منه                                                                                                   | 16 بت (14+16) بت segmented) / 24-بت                  | MMU ولوضع حماية (protected mode) والأكبر منه مساحة عنوانة (address space) |
| الثالث (أي إيه-32)                                         | 1985      | إنتل 80386 والمستنسخ منه وإي إم دي أيه أم 386 (Am386)                                                                      | 32 بت ((14+32) بت مجزأة (segmented) / 32 بت          | مجموعة الاوامر 32- بت، MMU مع paging وPGA132 socket |
| الثالث والرابع                                             | 1992      | سيريكس سي إكس 486 أس إل سي (Cyrix Cx486SLC) وسيريكس سي إكس 486 دي إل سي (Cyrix Cx486DLC)                                   | 32 بت ((14+32) بت مجزأة (segmented) / 32 بت          | إضافة L1 cache وpipelining ظهر بصور رسمية في منصة 386 (platform) وPGA132 socket |
| الرابع (FPU)                                               | 1989      | إنتل 80486 والمستنسخ منه وAMD Am486                                                                                        | 32 بت ((14+32) بت مجزأة (segmented) / 32 بت          | RISC-like أنابيب التجزئة، integrated x87 FPU (80 بت)، on-chip ذاكرة مخبئية، PGA168 socket                                                                                                 |
| الرابع والخامس                                             | 1997      | Am5x86، Cyrix 5x86، بنتيوم OverDrive                                                                                       | 32 بت ((14+32) بت مجزأة (segmented) / 32 بت          | Partial بنتيوم 's specification brought into the 486 platform |
| الخامس                                                     | 1993      | بنتيوم 5 , بنتيوم ام ام إكس، Rise mP6                                                                                      | 32 بت ((14+32) بت مجزأة (segmented) / 32 بت          | وحدة سلمية فائقة 64-بت databus, faster FPU, ام ام إكس (2× 32-بت)، مقبس 7 |
| الخامس والسادس                                             | 1996      | AMD K5، Cyrix 6x86، Cyrix MII، Nx586 (1994) ‏، IDT/Centaur-C6، Cyrix III-Samuel (2000), VIA C3-Samuel2 / VIA C3-Ezra (2001) | 32 بت ((14+32) بت مجزأة (segmented) / 32 بت          | Discrete microarchitecture (µ-op translation) |
| السادس                                                     | 1995      | بنتيوم برو | 32-بت ((14+32)-بت segmented) / 36-بت physical (PAE)  | µ-op translation, conditional move instructions, Out-of-order register renaming، تنفيذ تخميني، PAE (بنتيوم برو)، in-package ذاكرة مخبئية (بنتيوم برو)، مقبس 8                             |
| السادس                                                     | 1997      | بنتيوم II/III وسيليرون وإنتل زيون                                                                                          | 32-بت ((14+32)-بت segmented) / 36-بت physical (PAE)  | SSE (2× 64-بت)، on-die L2 Cache (سيليرون، Coppermine), شق 1 or مقبس 370 |
| السادس                                                     | 1997      | AMD K6/2/III، Cyrix III-Joshua (2000)                                                                                      | 32-بت ((14+32)-بت segmented) / 32-بت                 | On-die L2-Cache (K6-III, Cyrix III Joshua), 3DNow!, no PAE support, مقبس 7 الممتاز (K6-2)                                                                                                 |
| السادس والسابع                                             | 2003      | بنتيوم ام، VIA C7 (2005), إنتل كور (2006)                                                                                  | 32-بت ((14+32)-بت segmented) / 36-بت physical (PAE)  | Optimized for low طاقة التصميم الحرارية، four pumped FSB |
| السابع                                                     | 1999      | Athlon، Athlon XP | 32-بت ((14+32)-بت segmented) / 36-بت physical (PAE)  | Superscalar FPU, wide design (up to three x86 instr./clock), شق إي or مقبس إي |
| السابع                                                     | 2000      | بنتيوم 4 | 32-بت ((14+32)-بت segmented) / 36-بت physical (PAE)  | Deeply أنابيب التجزئة، high frequency, SSE2، تقنية خيوط المعالجة الفائقة، مقبس 478 |
| السابع والثامن (إكس86-64)                                  | 2005      | بنتيوم 4 Prescott F/506/516/5x1/6xx, سيليرون 3x1/3x6/355, بنتيوم D                                                         | 64-بت / 36-بت physical                               | إكس86-64 technology introduced, very deeply أنابيب التجزئة، very high frequency, SSE3، مقبس تي socket, CMP                                                                                |
| الثامن (إكس86-64)                                          | 2003      | آثلون 64، أثلون 64 إكس2 (2005), Sempron (2004), إيه إم دي أبترون                                                           | 64-بت / 40-بت physical                               | إكس86-64 processor (excluding 32-بت Sempron), on-die memory controller, تقنية الربط الفائق، CMP, virtulisation (المحاكاة الافتراضية إكس86) on some models, مقبس 754/939/940 or AM2 socket |
| الثامن (إكس86-64)                                          | 2006      | إنتل كور 2 | 64-بت / 40-بت physical                               | إنتل 64 processor, low power, multi-كور، lower clock frequency, SSE4 (Penryn), wide dynamic execution, µ-op fusion, macro-µ-op fusion, virtulisation (إنتل VT) on some models             |
| الثامن (إكس86-64)                                          | 2007      | AMD Phenom، إيه إم دي فينوم II (2008)                                                                                      | 64-بت / 48-بت physical                               | Monolithic quad-كور، SSE4a, HyperTransport 3, مقبس إي أم 2+ or مقبس إي أم 3 socket |
| الثامن (إكس86-64)                                          | 2008      | VIA Nano | 64-بت / 36-بت physical                               | Out-of-order, superscalar, 64-بت (integer CPU), تشفير معتمد على العتاد؛ very low power; adaptive تنظيم الطاقة                                                                             |
| الثامن والتاسع                                             | 2008      | إنتل كور i3 وإنتل كور i5 وإنتل كور i7 (Nehalem/Westmere)                                                                   | 64-بت / 40 - بت physical                             | QuickPath, native memory controller, on-die L3 cache, modular, إنتل HD Graphics introduced onto CPU chip (Clarkdale), مقبس بي (Nehalem) or LGA 1156 socket                                |
| الثامن والتاسع                                             | 2008      | إنتل اتوم | 32-بت ((14+32)-بت segmented) / 36-بت physical        | In-order but highly pipelined, very-low-power, some models (Diamondville)with 32-بت (integer CPU), on-die GPU (Penwell، Cedarview)                                                        |
| الثامن والتاسع                                             | 2011      | AMD APU C, E and Z Series (Bobcat)                                                                                         | 64-بت / 36-بت physical                               | Out-of-order, 64-بت (integer CPU), on-die GPU; low power (Bobcat), Socket FM1 (Desktop)                                                                                                   |
| الثامن والتاسع                                             | 2011      | AMD APU A and E Series (وحدة تسريع المعالجة)                                                                               | 64-بت / 48-بت physical                               | on-die GPU, first generation fusion APU |
| التاسع (الحوسبة للأغراض العامة على وحدات معالجة الرسوميات) | 2011      | AMD APU A Series (معالجة عنقودية متعددة النياسب and later)                                                                 | 64-بت / 48-بت physical                               | SSE5/AVX (4× 64-بت)، highly modular design, integrated on-die وحدة معالجة الرسوميات، Socket FM2 or Socket FM2+                                                                            |
| التاسع (الحوسبة للأغراض العامة على وحدات معالجة الرسوميات) | 2011      | إنتل كور i3 وإنتل كور i5 وإنتل كور i7 (Sandy Bridge/أيفي بريدج)                                                            | 64 - بت / 42 - بت physical                           | Internal Ring connection, GPGPU, LGA 1155 socket |
| التاسع (الحوسبة للأغراض العامة على وحدات معالجة الرسوميات) | 2013      | إنتل كور i3، إنتل كور i5 وإنتل كور i7 (Haswell/Broadwell)                                                                  | 64- بت / 44 - بت physical                            | AVX2، FMA3، TSX، BMI1, and BMI2 instructions, LGA 1150 socket |
| العاشر (SoC، MIC)                                          | 2015/2016 | إنتل كور i3، إنتل كور i5 وإنتل كور i7 (Skylake/Kaby Lake/Cannonlake)                                                       | 64- بت / 46 - بت physical                            | Out-of-order, 64- بت (integer CPU), AVX3, integrated on-die جسر جنوبي، integrated on-die x86 MIC array وحدة معالجة الرسوميات                                                              |
| غيرها                                                      | 2000      | Transmeta Crusoe، Transmeta Efficeon                                                                                       | 32-بت ((14+32)-بت segmented) / 32-بت                 | VLIW design with x86 محاكي (حاسوب), on-die memory controller |
| غيرها                                                      | 2001      | إنتل إيتانيوم IA-32 compatibility mode                                                                                     | 32-بت ((14+32)-بت segmented) / N/A                   | EPIC architecture with an on-package engine (pre-2006 chips, later using IA-32 Execution Layer) that provides backward support for most IA-32 applications                                |
| غيرها                                                      | 2012      | إنتل Xeon Phi (Larrabee)                                                                                                   | 64-بت / 36-بت physical                               | (MIC pilot) Many Integrated كورs (62), In-order P54C with x86-64, very wide معالج شعاعي، LRBni instructions (8× 64-بت)                                                                    |

## نبذة تاريخية

### الشركات المصنعة الأخرى

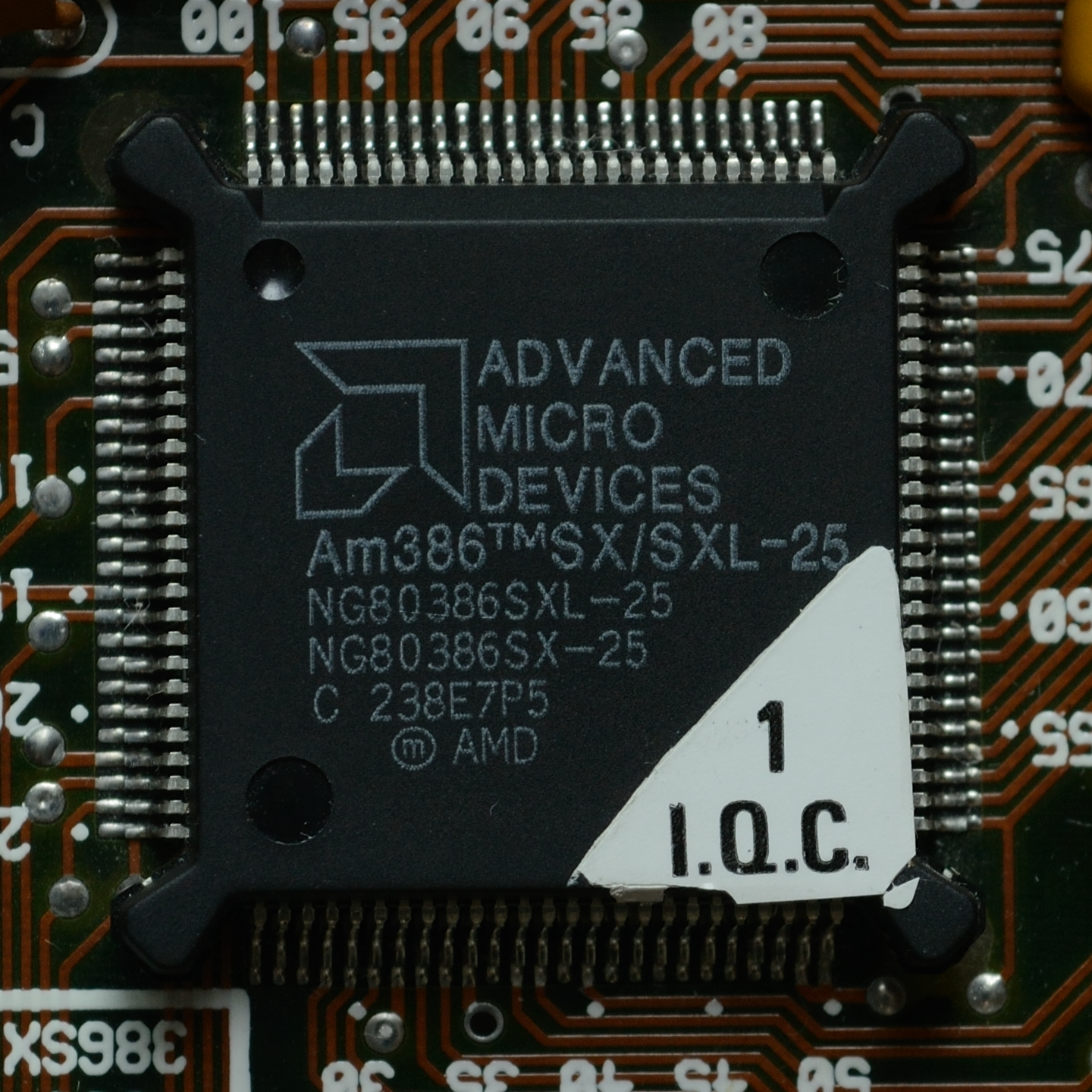
Am386, صدر بواسطة AMD في 1991

مزيد من المعلومات عن: قائمة بالشركات المصنعة لمعالجات متوافق مع المعالج السابق IA-32
في أوقات مختلفة مقاربة، قامت بعض الشركات مثل اي بي ام IBM , ان إ سي NEC  , إي إم دي AMD , تي اي TI , اس تي ام STM , فوجيتسو Fujitsu , اوه كيه اي OKI , سيمنز Siemens , سيريكسCyrix Intersil , C&T , NexGen , UMC, DM&P, بتصميم وصناعة نفس المعالج x86 بوحدة معالجته المركزية، ,

## طرق العنونة
(بالإنجليزية: addressing modes)‏
اسلوب العنونة لـ 16 - بت للمعالجات من النوع x86 يمكن تلخيصها بالمعادلة ذات الصيغة التالية:
{\displaystyle {\begin{Bmatrix}{\mathtt {CS}}:\\{\mathtt {DS}}:\\{\mathtt {SS}}:\\{\mathtt {ES}}:\end{Bmatrix}}{\begin{bmatrix}{\begin{Bmatrix}{\mathtt {BX}}\\{\mathtt {BP}}\end{Bmatrix}}\end{bmatrix}}+{\begin{bmatrix}{\begin{Bmatrix}{\mathtt {SI}}\\{\mathtt {DI}}\end{Bmatrix}}\end{bmatrix}}+{\rm {[displacement]}}}
اسلوب العنونة لـعنوان بطول 32 - بت للمعالجات من النوع 32 - بت x86 أو 64 - بت x86 يمكن تلخيصها بالمعادلة ذات الصيغة التالية:
{\displaystyle {\begin{Bmatrix}{\mathtt {CS}}:\\{\mathtt {DS}}:\\{\mathtt {SS}}:\\{\mathtt {ES}}:\\{\mathtt {FS}}:\\{\mathtt {GS}}:\end{Bmatrix}}{\begin{bmatrix}{\begin{Bmatrix}{\mathtt {EAX}}\\{\mathtt {EBX}}\\{\mathtt {ECX}}\\{\mathtt {EDX}}\\{\mathtt {ESP}}\\{\mathtt {EBP}}\\{\mathtt {ESI}}\\{\mathtt {EDI}}\end{Bmatrix}}\end{bmatrix}}+{\begin{bmatrix}{\begin{Bmatrix}{\mathtt {EAX}}\\{\mathtt {EBX}}\\{\mathtt {ECX}}\\{\mathtt {EDX}}\\{\mathtt {EBP}}\\{\mathtt {ESI}}\\{\mathtt {EDI}}\end{Bmatrix}}*{\begin{Bmatrix}1\\2\\4\\8\end{Bmatrix}}\end{bmatrix}}+{\rm {[displacement]}}}
اسلوب العنونة لـعنوان بطول 64 - بت للمعالجات من النوع 64 - بت x86 يمكن تلخيصها بالمعادلة ذات الصيغة التالية:
{\displaystyle {\begin{Bmatrix}{\begin{Bmatrix}{\mathtt {FS}}:\\{\mathtt {GS}}:\end{Bmatrix}}{\begin{bmatrix}{\rm {general\;register}}\end{bmatrix}}+{\begin{bmatrix}{\rm {general\;register}}*{\begin{Bmatrix}1\\2\\4\\8\end{Bmatrix}}\end{bmatrix}}\\\\{\mathtt {RIP}}\end{Bmatrix}}+{\rm {[displacement]}}}

## سجلات إكس 86 registers
(بالإنجليزية: x86 registers)‏

## هوامش
1. ↑  Unlike the البنية الدقيقة (and specific electronic and physical implementation) used for a specific microprocessor design
2. ↑  Intel abandoned its "x86" naming scheme with the P5 Pentium during 1993 (as numbers could not be trademarked). However, the term x86 was already established among technicians, compiler writers etc.
3. ↑  the GRID Compass laptop, for instance
4. ↑  Including the إنتل 8088، 80186، إنتل 80188 and إنتل 80286 processors.
5. ↑  Such a system also contained the usual mix of standard 7400 series support components, including مضممs, buffers and glue logic.
6. ↑  The actual meaning of iAPX was Intel Advanced Performance Architecture, or sometimes Intel Advanced Processor Architecture.
7. ↑  The NEC V20 and V30 also provided the older 8080 instruction set, allowing PCs equipped with these microprocessors to operate CP/M applications at full speed (i.e. without the need to simulate an 8080 by software).
8. ↑  Fabless companies designed the chip and contracted another company to manufacture it, while fabbed companies would do both the design and the manufacturing themselves. Some companies started as fabbed manufacturers and later became fabless designers, one such example being AMD.